# Wolf Abraham Gersdorff
Wolf Abraham, baron von Gersdorff (ur. 1662, zm. 1719) saski dyplomata.
Od roku 1691 był rezydentem Elektoratu Saksonii (od 1698 też Króla Polski) w holenderskiej stolicy Hadze. w latach 1697-1719 poseł nadzwyczajny (envoyé extraordinaire).  
Dwukrotnie żonaty. Jego drugą żoną została Anna Maria van der Linden (1669-1728). Ich córką była Anna Agathe von Gersdorff (1706-1757).
Przez siostrę żony  Wolfa Abrahama, Marię van der Linden (1669-1728), saski poseł był związany z jedną z najważniejszych postaci miasta Lejda, Willemem Paedtsem (1665-1740), w latach 1715-1716 burmistrzem Lejdy, a poza tym okresem wysokiego urzędnika tego miasta.